# Puma (personaggio)
Puma, il cui vero nome è Thomas Fireheart, è un personaggio dei fumetti creato da Tom DeFalco (testi) e Ron Frenz (disegni), pubblicato dalla Marvel Comics. La sua prima apparizione in America è in Amazing Spider-Man (prima serie) n. 256 (settembre 1984).

## Biografia del personaggio
Il vero nome di Puma è Thomas Fireheart ed è un discendente dei nativi americani. La sua tribù (situata vicino Hartsdale, in Nuovo Messico) si basa su un'antica profezia riguardante la venuta di un potente essere potrebbe distruggere il mondo. Tempo fa, gli anziani del villaggio iniziarono la preparazione per questo evento, usando mistiche cerimonie per creare e preparare un guerriero perfetto. Thomas Fireheart è l'ultimo di questi guerrieri. Sebbene egli non credesse nella profezia, ha sposato la causa di difensore della tribù, sfruttando i suoi poteri di metamorfosi in un essere bestiale simile al puma, Thomas è anche un killer a pagamento e questo gli ha permesso di affinare la sua tecnica, ma nel tempo libero si dedica all' imprenditoria diventando anche il direttore delle Fireheart industries garantendo così una vita tranquilla alla sua tribù. Si è scontrato in più occasioni con Spider-Man credendo che egli fosse un criminale, però dopo vari scontri con Spidey, Puma capisce finalmente che l'Uomo Ragno non era un nemico. In diverse occasioni, l'Uomo Ragno e Puma arrivano a creare un'incredibile alleanza